# Adam & Steve
Adam & Steve là một bộ phim hài tình cảm đồng tính năm 2005 do đạo diễn và diễn viên Craig Chester đóng vai chính, người cũng viết kịch bản. Nó liên quan đến cuộc sống của hai người đồng tính nam, do Craig Chester và Malcolm Gets thủ vai. Bộ phim đã được công chiếu tại Anh vào ngày 19 tháng 11 năm 2005 tại Liên hoan phim Cardiff nhưng không được phát hành chung ở Anh.

## Tóm tắt cốt truyện
Vào năm 1987, Adam (Craig Chester), một đứa trẻ Do Thái nhút nhát, yếm thế, gặp Steve (Malcolm Gets), một vũ công Dazzle hấp dẫn biểu diễn tại Danceteria một đêmmột đêm. Hai người tán tỉnh và quay trở lại căn hộ của Adam để quan hệ tình dục, với việc Steve tặng Adam bản hit đầu tiên của cocaine. Không biết đến Steve, cocaine bị cắt bằng em bé thuốc nhuận tràng, dẫn đến việc Steve mất kiểm soát ruột và phóng uế khắp căn hộ của Adam. Bị làm nhục, Steve bỏ trốn.
Mười bảy năm sau, Adam là một người nghiện chất gây nghiện, làm việc như một hướng dẫn viên du lịch ở thành phố New York, trong khi Steve đã trở thành một bác sĩ tâm lý thành công. Do sự trùng hợp ngẫu nhiên, cả hai gặp nhau khi Adam vô tình đâm con chó của mình và Steve, người say mê thuốc thú y, chữa trị cho con vật tại bệnh viện. Cả Adam và Steve đều không nhận ra nhau từ cuộc gặp trước.
Adam và Steve tấn công một tình bạn nhanh chóng và bắt đầu hẹn hò, cuối cùng yêu nhau; Steve giới thiệu Adam với cha mẹ tôn giáo gần đây của mình, trong khi Adam giới thiệu Steve với gia đình dễ bị thảm họa của anh. Rhonda (Parker Posey) và Michael (Chris Kattan) - Những người bạn thân nhất của Adam và Steve ban đầu cảnh giác với bạn của người kia và công khai thù địch với nhau, nhưng họ sớm yêu nhau và bắt đầu hẹn hò.
Tình cảm của Steve dành cho Adam ngày càng lớn, và cuối cùng anh tâm sự với Michael và Rhonda rằng anh dự định sẽ cầu hôn kết hôn với Adam. Tuy nhiên, trên Cầu Brooklyn, ngay khi Steve chuẩn bị cầu hôn Adam, Adam lơ đãng nói rằng toàn bộ vụ kiện lạm dụng chất gây nghiện và các vấn đề về mối quan hệ của anh đã bị châm ngòi bởi một vụ việc thảm khốc của anh với một Vũ công trở lại vào năm 1987. Ngay lập tức, Steve nhận ra Adam là ai; Kinh hoàng trước tiết lộ này và cảm thấy có trách nhiệm với tất cả các vấn đề của Adam, Steve đột ngột chia tay với Adam.
Adam rơi vào tuyệt vọng cho đến khi Rhonda tiết lộ sự thật về quá khứ của Steve từ Michael; cô và Michael tiết lộ tất cả cho Adam. Adam giận dữ đối mặt với Steve, người đang xin lỗi nhưng vẫn buồn bã và sợ hãi bởi cảm giác trách nhiệm đối với cuộc sống đầy vấn đề của Adam.
Adam vẫn còn buồn và chuẩn bị từ bỏ mối quan hệ của họ, nhưng Steve xin lỗi một cách khiêm nhường hơn và tuyên bố tình yêu của anh ấy với Adam (được đệm bằng cách hát một phiên bản piano kèm theo bài hát Something Good"); Adam làm mềm và chấp nhận. Steve tiến về phía trước với lời cầu hôn của mình. Bộ phim kết thúc với việc hai người kết hôn trong một buổi lễ ngoài trời, với tất cả bạn bè và gia đình của họ tham dự.

## Diễn viên
| - Craig Chester vai Adam Bernstein - Malcolm Gets vai Steve Hicks - Parker Posey vai Rhonda - Chris Kattan vai Michael - Kristen Schaal vai Ruth - Julie Hagerty vai Sherry - Paul Sand vai Norm - Noah Segan vai Twink - Sally Kirkland vai Mary | - Jackie Beat vai Herself - Mario Diaz vai Orlando - Lisa Frederickson vai Fiona - Sandy Martin vai Biker Chick - Michael Panes vai Lou - Jennifer Echols vai Triage Nurse - Jack Guzman vai Security Guard - Maxine Prescott vai Elderly Lady - The Dazzle Dancers vai The Dazzle Dancers |

## Tiếp nhận
Adam & Steve thu về $ 309,404 sau 16 tuần ra rạp ở Mỹ trong tối đa 17 màn. Phim đã thu được 66.429 đô la vào cuối tuần công chiếu tại Mỹ (và phát hành rộng nhất) vào ngày 31 tháng 3 năm 2006. Tính đến ngày 8 tháng 10 năm 2009, đây là bộ phim có doanh thu lớn thứ 3 mọi thời đại từ Phát hành TLA Studio sau Phim đồng tính khác và doanh thu cao nhất Latter Days.